# Ґайда Анатолій Володимирович
Анатóлій Володи́мирович Ґáйда (нар. 23 лютого 1955, с. Бариш Бучацького району Тернопільської області) — український вчений-хімік. Доктор хімічних наук (1993).
Закінчив СШ № 1 у місті Бережани, хімічний факультет Московського університету ім. М. Ломоносова (1977, нині РФ).
Працював у Всесоюзному НДІ генетики та селекції промислових організмів (м. Москва, 1980—1982); керівник науково-докторських робіт Львівської філії Київського НДІ гематології та переливання крові (1982—1997); директор спільного українсько-американського підприємства «БіоМарк» (1997—2000, м. Львів).
Від 2000 донині — керівник наукового проекту в ТзОВ «Дезомарк» (м. Львів).
Створив ряд діагностичних систем для аналізу стану зсідання крові та фібринолізу. Автор наукових праць.